# Озолимненска кула
Озолимненската или Ксиропотамската кула (на гръцки: Πύργος Οζολίμνου, Πύργος Ξηροποτάμου) е средновековно отбранително съоръжение, разположено на полуостров Света гора, Гърция.

## Местоположение
Останките от кулата са разположени на хълма Ксеропотамина североизточно от село Ксиропотамо и северно от блатото Озолимнос, чието име носи.

## История
Мястото се споменава като Озолимни още през X век - в 956 година монаси от Ксиропотам получават 1000 модия земя в Озолимни. Монашеските документи от XIV век сочат, че тогава цялата област е собственост на манастира Ксиропотам. Най-вероятно тогава е построена и кулата. В документ от 1315/1320 година се казва, че Озолимни със земята от 2000 модия принадлежи на метоха „Свети Николай“ и се споменава и кулата. Метохът е заселен още в 1275 година, тоест кулата е построена между 1275 и 1315/1320 година.
През годините на османсккото владичество метохът продължава да съществува. Споменат е в опис от 1519 година и в документите на манастирския архив от 1526 година. В поредица от църковни документи, обхващащи периода 1675-1763 година са описани различни строителни фази на комплекса на метоха. Метохът е изгорен по време на Халкидическото въстание от 1821 година и поне до 1866 година повредените сгради не са ремонтирани.
Метохът е експроприиран от държавата през 1925 година, както се случва с много други метоси на Халкидики, за да се заселят там бежанци от Мала Азия.

## Описание
На върха на хълма от общите съоръжения на манастира са запазени три каменни развалини - останките на внушителната кула, голяма стояща стена на обща сграда и разрушен резервоар за вода.
Кулата е била масивна с размери на основата 8 х 13 m. Запазена е в развалини на нивото на приземния етаж от всички страни. В североизточния ъгъл достига максимална височина от 5,5 m. Кулата има ъглови контрафорси и вита стълба, издадена от източната страна.
Развалините на метоха са обявени за археологически паметник.